# Пушчава (Ловренц на Похорју)
Пушчава (словен. Puščava) је насељено мјесто у општини Ловренц на Похорју, Подравска регија, Словенија.

## Историја
До територијалне реорганизације у Словенији била је у саставу старе општине Руше.

## Становништво
У попису становништва из 2011. године, Пушчава је имала 73 становника.
| Број становника према пописима | Број становника према пописима | Број становника према пописима |
| ------------------------------ | ------------------------------ | ------------------------------ |
| 1991                           | 2002                           | 2011                           |
| 56                             | 70                             | 73                             |

## Галерија
- капелица
- месно гробље
- река Радољна на току кроз Пушчаву